# Kanton La Sologne
 La Sologne  is een kanton van het Franse departement Loir-et-Cher. Het kanton maakt deel uit van het arrondissement Romorantin-Lanthenay.

In 2020 telde het 22.125 inwoners.

Het kanton werd gevormd ingevolge het decreet van 21 februari 2014 met uitwerking op 22 maart 2015, met Salbris als hoofdplaats.

## Gemeenten
Het kanton omvat 14 gemeenten:
- Chaon
- Chaumont-sur-Tharonne
- La Ferté-Imbault
- Lamotte-Beuvron
- Marcilly-en-Gault
- Nouan-le-Fuzelier
- Pierrefitte-sur-Sauldre
- Saint-Viâtre
- Salbris
- Selles-Saint-Denis
- Souesmes
- Souvigny-en-Sologne
- Vouzon
- Yvoy-le-Marron